# 片岡孝太郎
片岡孝太郎（日语：／ Kataoka Takatarō，1968年1月23日—），日本男歌舞伎役者、藝人，本名片岡康雄，屋號為松嶋屋。父親為十五代目片岡仁左衛門。
其多在表演中饰演女性角色（即戲曲中的反串），是歌舞伎界新生代活躍分子；後來也活躍於娛樂圈。

## 生平
片岡孝太郎出生於京都府，先後就讀青山學院中等部、堀越高等學校。畢業後，他跟隨家族進入歌舞伎界，1973年第一次出演歌舞伎座『夏祭』的市松一角，以「片岡孝太郎」的名字出道。因為其技術風格具備關西歌舞伎的氣質及格調，因而擅長扮演女性角色，代表作有女殺油地獄的お吉以及心中天網島的小春。
後來他將事業拓展至藝人方面。1987年，其在太陽帝國中饰演的特攻隊員一角色，开始引起观众注目。代表作分別有1991年太平記的足利義詮，以及2003年白色巨塔的佃友博。
2008年，片岡孝太郎在電影Beauty中饰演小椋半次，这是他第一次扮演第一男主角。
2020年11月22日，片岡對新冠肺炎檢測呈陽性反應，一度停止演藝工作。而他有份參與演出的歌舞技表演也被迫要停止公演一天，並在場表演地國立劇場徹底消毒。12月10日宣佈康復，並且重拾工作。

## 個人生活
片岡孝太郎出身於歌舞伎世家，父親是片岡仁左衛門 (十五代)，爺爺是片岡仁左衛門 (13代目)，而孝太郎的兩位妹妹片岡サチ及片岡京子（後嫁永谷龍一）也是女藝人。
1995年，他與一般女性結婚，育有長子片岡千之助。但兩人於2002年分居，2013年正式離婚。2015年，孝太郎與片岡真麻於湯島天滿宮結婚，並於2021年3月10日生下次子孝明。
孝太郎的愛好是汽車，出外旅行時多半會採用自駕遊的方式。他也是汽車雜誌ニューモデルマガジンX的粉絲，後來更向該雜誌投稿寫真。

## 作品

### 歌舞伎
- 女殺油地獄---お吉
- 心中天網島---小春
- 傾城反魂香---おとく
- 彥山權現誓助劍---園

### 電視劇
- 眠狂四郎円月殺法 (1982年のテレビドラマ)（日语：眠狂四郎円月殺法 (1982年のテレビドラマ)）---鶴吉
- 真田太平記---真田幸昌
- 太平记---足利義詮
- 白色巨塔---佃友博
- 働き盛りのがん---一位醫生
- NHK特集 昭和天皇は何を語ったのか 〜初公開・秘録「拝謁（はいえつ）記」昭和天皇

### 電影
- 太陽帝國 - 特攻隊員
- Beauty（日语：Beauty うつくしいもの） - 小椋半次
- 天皇 - 昭和天皇
- 東京小屋 - 平井雅樹